# Фрини
Фрини (др.-греч. Φρύνοι) были древним народом восточной Центральной Азии, вероятно, проживающим в восточной части Таримской котловины, в области, связанной с территорией серов и тохарцев.
Они несколько раз упоминаются в античных источниках.
Страбон, говоря о Греко-Бактрийском царстве, объясняет, что «они расширили свою империю даже до серов и фрини».
Позже Плиний Старший включает фрини (которых он называет «фрури») в своё описание народов Дальнего Востока:

…Покинув их, мы снова приходим к народу скифов, а затем снова к пустынным урочищам, населённым дикими зверями, пока не достигнем горной цепи, спускающейся к морю и носящей имя Табис (т. е. Тибет). Однако не раньше, чем мы пересекли почти половину побережья, обращённого к северо-востоку, мы обнаружили, что оно занято жителями. Первые люди, о которых здесь известно, это сере, столь известные своей шерстью, которую можно найти в их лесах (…) и нация аттакори в заливе. Это народ, защищённый своими солнечными холмами от всех ядовитых ветров (…) После аттакори мы находим народы фрури и тохари, а во внутренних районах — казири, жителей Индии, которые смотрят в сторону скифов и питаются человеческим мясом.